# Sallerupsvägen

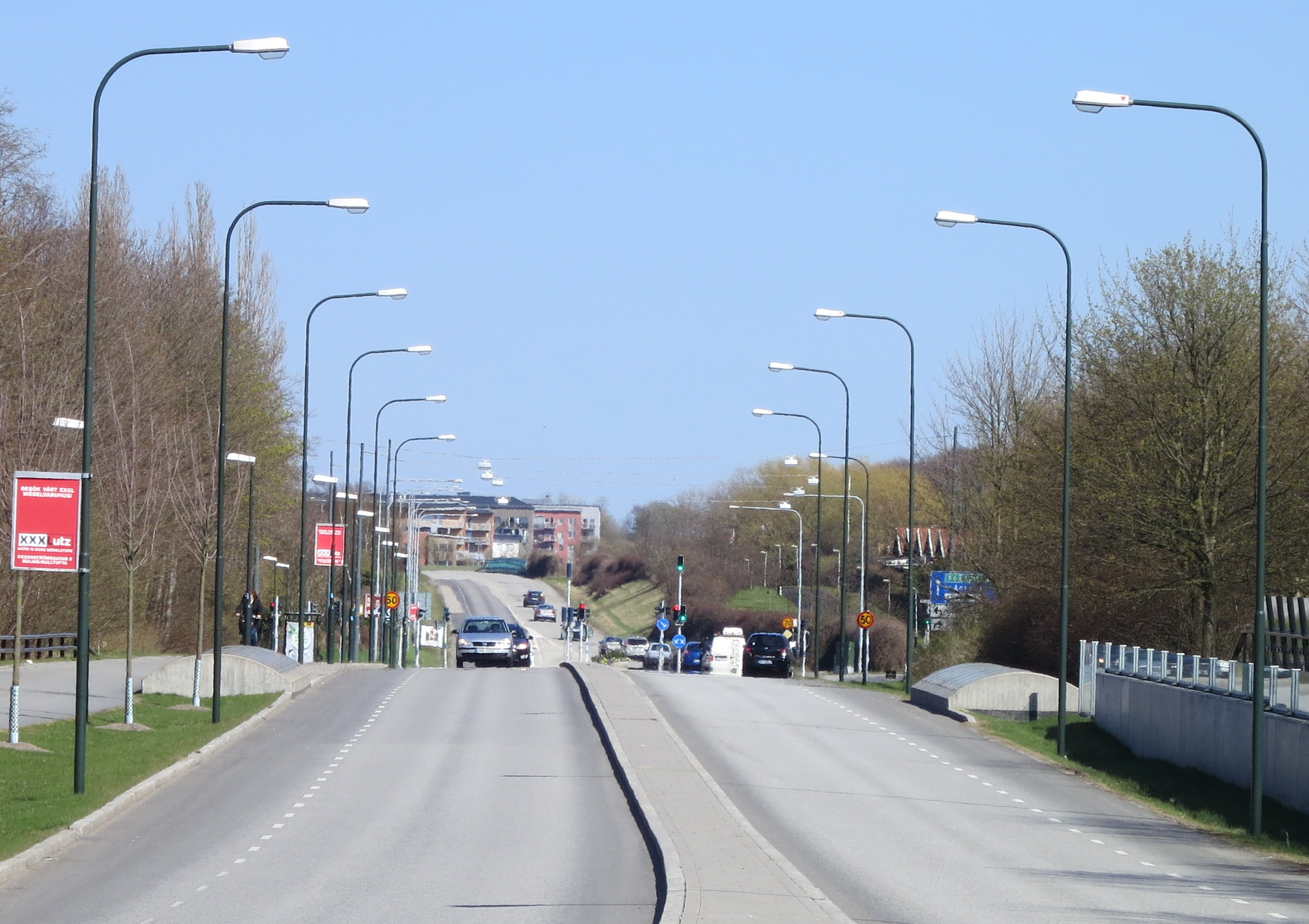
Sallerupsvägen i höjd med Husie församlingshem med riktning mot Bara

Sallerupsvägen är en väg i och utanför Malmö. Den sträcker sig numera i väst-östlig riktning från Värnhemstorget i väster förbi inre och yttre Ringvägen till Sege å i öster. 
Sallerupsvägen var ursprungligen den gamla vägen från Värnhem mot Södra Sallerup. För delen inom dåvarande stadsgränsen fastställdes namnet 1904. Till följd av inkorporeringarna av Husie och Södra Sallerups kommuner "förlängdes" Sallerupsvägen 1935 och 1956. År 1924 invigdes Malmö stads spårvägars linje 6 på sträckan Värnhem – Håkanstorpsvägen och förlängdes till Östra Kyrkogården 1937. Spårvägstrafiken ersattes med bussar 1949.
År 1966 byggdes en ny sträckning mellan infarten till Bulltofta flygplats och Dammstorpsvägen, vilken från början var planerad för ytterligare utbyggnad till Tullstorpsvägen. Sallerupsvägens gamla sträckning öster om Hjortrongatan utgick genom att den västligaste delen införlivades i Granbacksvägen och huvuddelen fick namnet Klågerupsvägen. År 1992 förlängdes Sallerupsvägens nya sträckning österut och kom att ansluta till den ursprungliga sträckningen vid Kölnans fritidsby (öster om Södra Sallerup).
Sallerupsvägen fortsätter mot Klågerup, men byter namn till Malmövägen då den passerar Sege å och därmed gränsen till Svedala kommun (vid Kvissle strax väster om Bara). 
Kända personer som bott längs denna långa gata är bland andra författarna Björn Ranelid, som växte upp på Ellstorp på 1960-talet, och Kristian Lundberg, som bodde i ett av radhusen på Johanneslust i mitten av 1970-talet.